# Питер Одемвингије
Питер Осазе Одемвингије (енгл. Peter Osaze Odemwingie; Ташкент, 15. јул 1981) бивши је нигеријски фудбалер који је играо на позицији нападача.

## Рани живот
Рођен је у Ташкенту од оца Нигеријца и мајке Рускиње. Са породицом се преселио у Нигерију када је имао две године, а затим је завршио средњу школу у Русији.

## Клупска каријера

### Лил
Током друге сезоне у Лилу био је најбољи стрелац тима са 14 постигнутих голова.

### Вест Бромич албион
Дана 20. августа 2010. Одемвингије је потписао двогодишњи уговор са Вест Бромич Албионом. На свом дебију у Премијер лиги постигао је победоносни гол против Сандерланда. Одемвингије је 25. септембра 2010. године постигао гол у победи против Арсенала у гостима од 3:2.
Дана 17. децембра 2011. постигао је победоносни гол против Блекберна за 2:1. У наредном колу је још једном био стрелац у победи у гостима и то против Њукасл јунајтеда. Дана 12. фебруара 2012. је постигао први премијерлигашки хет-трик у победи над Вулверхемптоном од 5:1.